# Чёрный Затон
Чёрный Затон — село в Хвалынском районе Саратовской области, в составе сельского поселения Северное муниципальное образование.

## История
В Списке населённых мест Российской империи по сведениям за 1859 год упоминается как казённое село Чёрный Затон Хвалынского уезда Саратовской губернии, расположенное при реке Волге по правую сторону Казанского почтового тракта из города Волгска в город Сызрань на расстоянии 35 вёрст от уездного города. В населённом пункте имелось 130 дворов, проживали 472 мужчины и 468 женщин, имелись православная церковь, 3 мельницы. Согласно переписи 1897 года в селе проживали 1781 житель, из них православных - 1768.
Согласно Списку населённых мест Саратовской губернии 1914 года село относилось к Фёдоровской волости. По сведениям за 1911 год в селе насчитывалось 357 дворов, проживали 970 мужчин и 1012 женщин. В селе проживали преимущественно бывшие помещичьи крестьяне, великороссы, составлявшие одно сельское общество. В селе имелись православная церковь, церковно-приходская школа, больница, ветеринарный пункт. 

## Физико-географическая характеристика
Село находится в пределах Приволжской возвышенности, являющейся частью Восточно-Европейской равнины, в 1,5 км от правого берега Саратовского водохранилища, на высоте около 130 метров над уровнем моря. Восточнее селе Приволжская возвышенность круто обрывается к Волге, образуя так называемые Чернозатонские горы. У западной окраины села начинается Озёрный дол (бассейн реки Терешка). Почвы - чернозёмы остаточно-карбонатные.
Село расположено примерно в 33 км по прямой в северо-восточном направлении от районного центра города Хвалынска. По автомобильным дорогам расстояние до районного центра составляет 42 км, до областного центра города Саратов - 270 км.
Часовой пояс
Село Чёрный Затон, как и вся Саратовская область, находится в часовой зоне МСК+1. Смещение применяемого времени относительно UTC составляет +4:00.

## Население
Динамика численности населения по годам:
| Годы      | 1859 | 1897 | 1911 | 2002 |
| --------- | ---- | ---- | ---- | ---- |
| Население | 940  | 1781 | 1982 | 155  |

| 2002 | 2010 |
| ---- | ---- |
| 155  | ↘96  |

Национальный состав
Согласно результатам переписи 2002 года русские составляли 77 % населения села.